# 呂文光 (香港)
呂文光（英語：Lui Man-kwong，1978年2月3日—）, 前香港西貢區議會澳唐選區議員兼副主席，前新民主同盟成員，香港泛民主派成員。
呂文光出生於香港，已婚，畢業於香港嶺南大學社會科學學系。

## 從政
曾先後擔任前立法會議員范國威助理、前西貢區議會議員張國強兼職助理。
2015年區議會選舉提名期前夕，遭前民主黨成員陳展浚提出「一命換一命 」脅迫，與 黎銘澤 到廉署舉報，但廉署未有採取任何行動。
2019年6月反送中運動爆發，呂文光均有參與各次和理非遊行及三罷。2019年7月14日，「光復上水」遊行期間，新民主同盟西貢區議員呂文光曾被警員噴射胡椒噴霧。議員呂文光議員在前線協調示威者及警方，但被警方在沒有預警下推倒，並向呂文光面部眼晴正面噴上胡椒噴霧。
2019年11月3日發生2019年11月將軍澳警民衝突，警方在將軍澳尚德邨對開行人天橋發射胡椒噴劑，新民主同盟西貢區區議員呂文光「中椒」受傷。
於2019年11月24日，呂文光再以新民主同盟身份參與區議會選舉尋求連任，並以4,722票成功連任。及後於翌日前往理工大學聲援仍留守的學生。
2021年5月28日，呂文光接替原副主席周賢明當選西貢區議會副主席，呂文光獲11票，擊敗得7票的林少忠獲選為西貢區議會副主席。

### 歷屆選舉結果
| 政党   | 政党       | 候选人      | 票数  | %     | ±      |
| ------ | ---------- | ----------- | ----- | ----- | ------ |
|        | 專業動力   | ①. 歐陽浩崑 | 1,314 | 31.42 | 不適用 |
|        | 新民主同盟 | ②. 呂文光   | 1,831 | 43.79 | ▼26.63 |
|        | 工聯會     | ③. 高永聯   | 1,036 | 24.78 | 不適用 |
| 多数票 | 多数票     | 多数票      | 517   | 12.37 | 不適用 |

| 政党   | 政党       | 候选人    | 票数  | %     | ±      |
| ------ | ---------- | --------- | ----- | ----- | ------ |
|        | 專業動力   | ①. 林素蔚 | 2,762 | 36.93 | ▲5.49  |
|        | 新民主同盟 | ②. 呂文光 | 4,722 | 63.07 | ▲19.28 |
| 多数票 | 多数票     | 多数票    | 1,960 | 26.14 | 不適用 |